# Элайосома

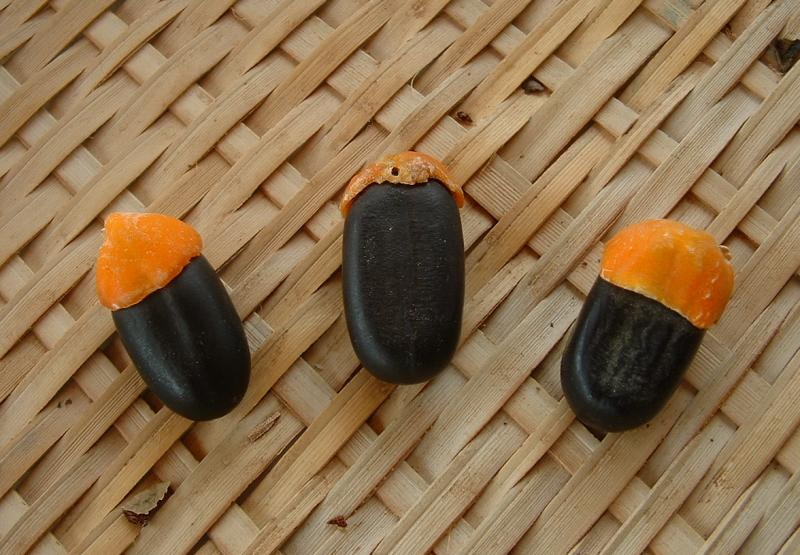
Семена Афцелия африканская|афцелии африканской (Afzelia africana) с оранжевыми элайосомами

Элайосо́ма (от греч. élaion — масло и sóma — тело) — сочная структура семян многих цветковых растений. Богата липидами и белками и может иметь различную форму.

## Предназначение

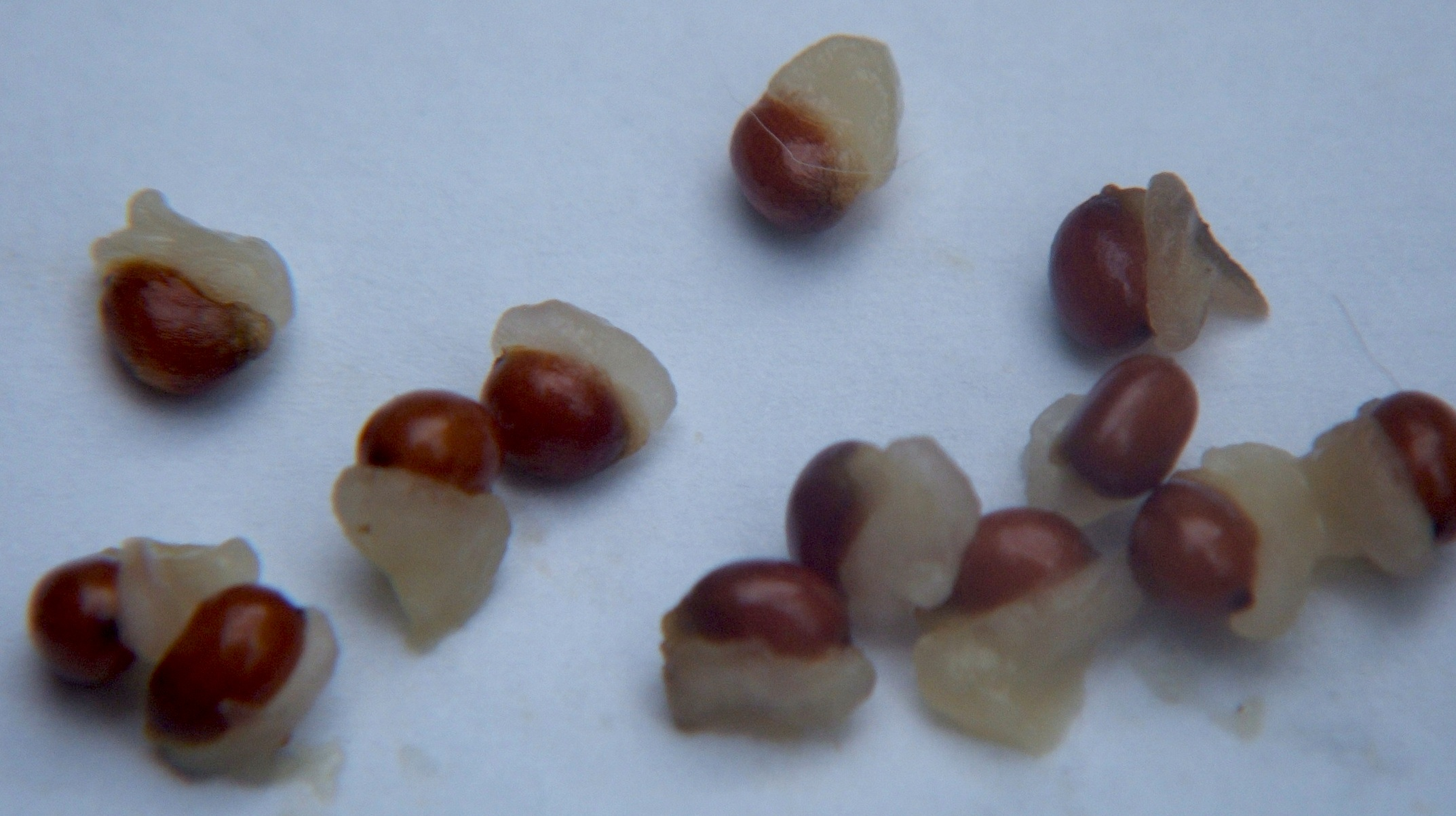
Семена Триллиум отвороченный|триллиума отвороченного (Trillium recurvatum)

Элайосомы многих растений предназначены для привлечения муравьёв, которые уносят семена в свои гнёзда и кормят своих личинок содержимым элайосомы. Когда личинка съест элайосому, муравьи относят семена в место, куда они складывают все отходы. Это место богато питательными веществами из трупиков умерших муравьёв, и там семена прорастают. Такой способ распространения семян получил название мирмекохории (от др.-греч. μύρμηξ (myrmex) «муравей» и χωρέω (choreo) «иду, продвигаюсь, направляюсь»). Такой тип симбиотических отношений между растением и муравьями можно отнести к мутуализму, точнее, дисперсионному мутуализму (согласно Ricklefs, R.E. (2001)), поскольку растение получает от этого пользу: его семена разносятся в благоприятные для прорастания места, более того, муравьи уносят их под землю.

## Происхождение
Элайосомы возникли различными путями из тканей семени (халазы, семяножки, рубчика) или плода (экзокарпия, цветочной трубки, столбика и др.). Тем не менее все они появились с единственной целью — привлечь муравьёв. Так как элайосомы обнаружены у как минимум 11 тысяч (возможно, даже до 23 тысяч) видов растений, они могут служить ярким примером конвергентной эволюции у цветковых растений.

## Присемянник

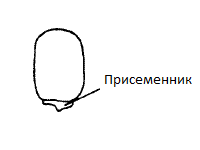
Присеменник молочайных

Элайосомы представителей семейства Молочайных (Euphorbiaceae) — один из типов присемянников, а именно: карункула (лат. caruncula — «нарост»).

## Примеры

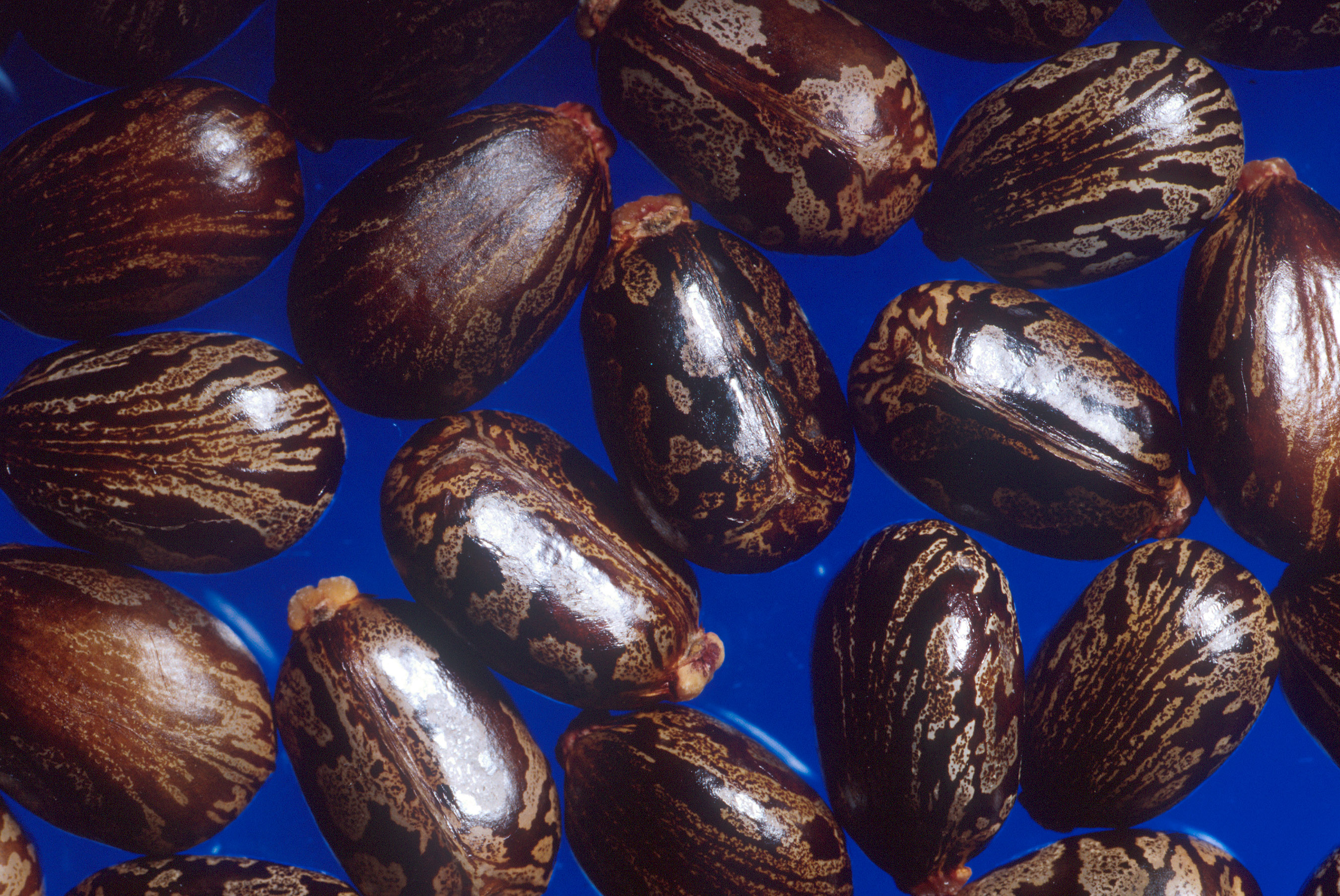
Семена Клещевина обыкновенная|клещевины обыкновенной (Ricinus communis) с присеменниками

Семена приведённых ниже растений обладают элайосомой:
- Чистотел (Chelidonium majus)
- Клайтония виргинская (Claytonia virginica)
- Хохлатка (Corydalis)
- Дицентра (Dicentra)
- Гиацинт (Hyacinthus)
- Мирт (Myrtus)
- Сангвинария канадская (Sanguinaria canadensis)
- Триллиум (Trillium)
- Фиалка (Viola)